# 돌비알

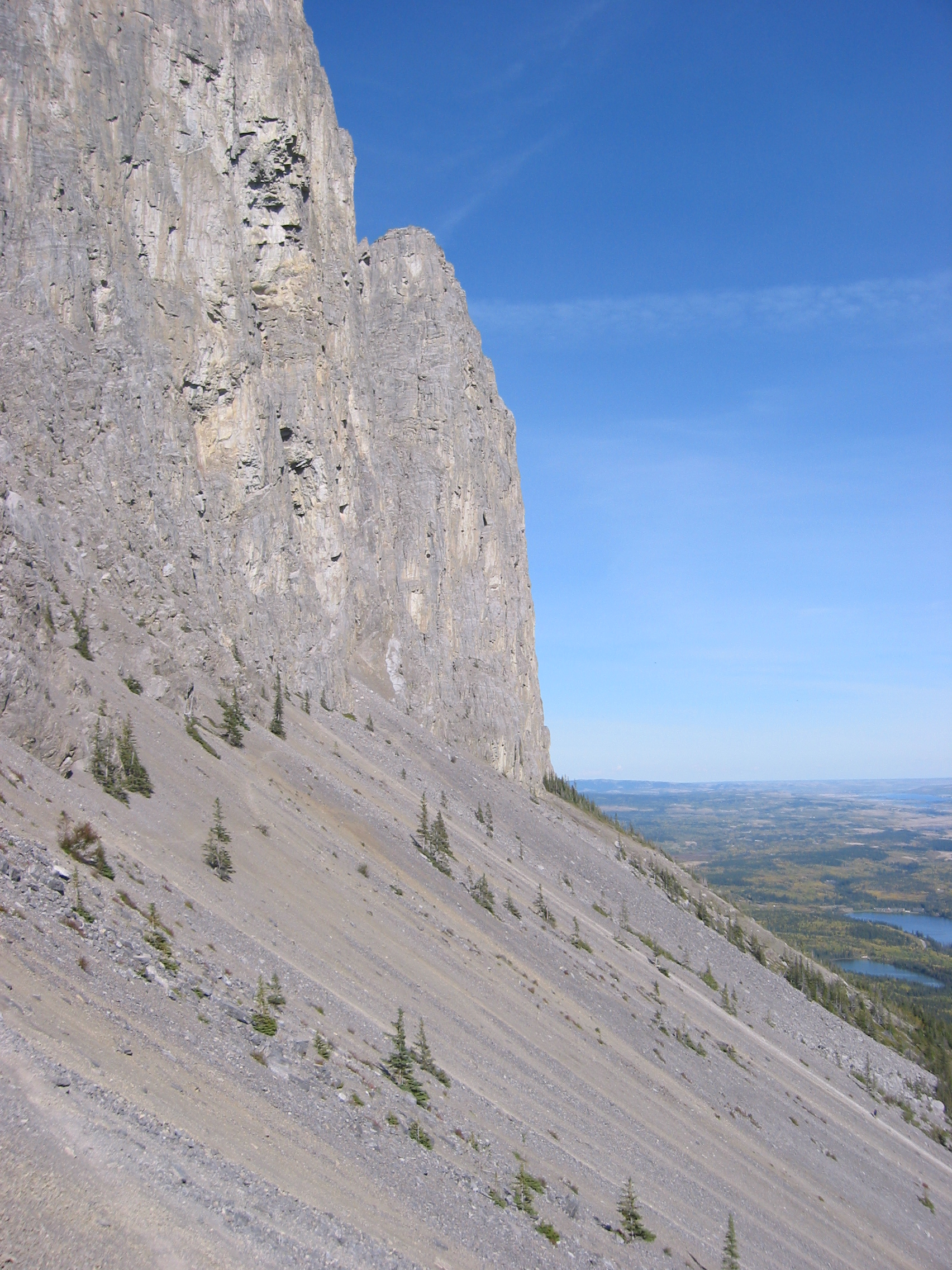

돌비알(崖錐, talus, scree)은 사면 아래로 떨어진 다양한 크기의 암석 조각이 퇴적된 반원추형의 지형이다.
기계적 풍화(물리적 풍화)로 만들어진 지형이다. 결빙과 융해가 발견되는 주빙하 지역, 특히 툰드라 지역에서 많이 발견되며, 물이 얼었다 녹았다 하는 얼음의 쐐기 작용으로 인해 떨어진 암석이 송곳모양으로 형성된 지형이다.

## 같이 보기
- 너덜겅 - '돌비알'과 비슷하지만 단순 풍화가 아닌 화산 활동이나 빙하 활동의 결과로 만들어진, 비교적 큰 바위 덩어리 무더기이다.